# Caccobius histeroides
Caccobius histeroides là một loài bọ cánh cứng trong họ Bọ hung (Scarabaeidae).